# Dryobates scalaris
El pico mexicano (Dryobates scalaris) es una especie de ave piciforme de la familia Picidae. Es un ave de tamaño medio, nativa de América Central y América del Norte: Belice, El Salvador, Estados Unidos, Guatemala, Honduras, México y Nicaragua. También se le conoce como Carpintero mexicano y en México se le ha observado en todos los estados del país.

## Subespecies
Se distinguen las siguientes subespecies:
- Dryobates scalaris cactophilus (Oberholser, 1911)
- Dryobates scalaris eremicus (Oberholser, 1911)
- Dryobates scalaris graysoni (S. F. Baird, 1874)
- Dryobates scalaris leucoptilurus (Oberholser, 1911)
- Dryobates scalaris lucasanus (Xantus de Vesey, 1860)
- Dryobates scalaris parvus (Cabot, 1844)
- Dryobates scalaris scalaris (Wagler, 1829)
- Dryobates scalaris sinaloensis (Ridgway, 1887)
- Dryobates scalaris soulei Banks, 1963